# Povijest Pirenejskog poluotoka
Povijest Pirenejskog poluotoka bogata je događajima od pretpovijesnog razdoblja do danas.

## Pretpovijesno razdoblje
Pirenejski poluotok bio je naseljen već u paleolitiku. U spiljama, od kojih je najslavnija Altamira, nađene su brojne slikarije.
U mlađe kameno doba i u bakreno doba, ovdje je bilo jedno od kulturnih središta, iako nikad nije došlo do razvoja pravih gradova, pismenosti i države. 
Širenje Saharske pustinje uzrukuje iseljavanje stanovništva, od kojih jedan dio prelazi Gibraltarski tjesnac i naseljava se na Pirenejskom poluotoku. Starogrčki ih povjesničari pamte pod imenom Iberi. Ovdje osnivaju stalna naselja, a kasnije se otvaraju i značajni rudnici.
Iberska plemena zemljoradnika i stočara kasnije s Pirenejskog poluotoka odlaze na sjever, kopnenim putem preko Pireneja ili brodovima. Naseljavaju se na područjima zapadne i srednje Europe. U III. i II. tisućljeću pr. Kr. postoji značajna pomorska trgovina duž atlantske obale, koja kasnije zamire zbog stalnih ratova i gusarskih napada.

## Povijest do pada Rimskog Carstva
Početkom I. tisućljeća pr. Kr. Feničani osnivaju trgovačka naselja (faktorije) na južnoj obali. U VII. st.pr. Kr. naseljavaju se i Grci, ali pomorsku trgovinu u sljedećim stoljećima kontroliraju Kartažani. Unutrašnjost zemlje osvajaju Kelti.
Od početka II. st.pr. Kr. Kartažane zamjenjuju Rimljani. Postepeno prodiru u unutrašnjost i do kraja I. st.pr. Kr. osvojili su čitav poluotok i osnovali nekoliko provincija. Suzbijaju ustanke domaćeg stanovništva i provode intenzivnu romanizaciju.
Slabljenjem Rimskog Carstva, sa sjevera prodiru razni barbarski narodi: Alani, Svevi, Vandali, Vizigoti. 

## Država Vizigota
Vizigoti su od 418. g. imali kraljevstvo u Akvitaniji (južna Francuska). Godine 507. Franci zaposjedaju njihove posjede i oni se povlače preko Pireneja. U razdoblju 510-531. odbijaju franačke pokušaje prodora. 
Godine 534. formiraju svoju državu sa sjedištem u Toledu, koja kntrolira najveći dio poluotoka. Suzbijaju prodore Bizanta i Sveva i guše pobune lokalnog stanovništva u Baskiji i Andaluziji. Tek 589. g. kralj Rekared prima kršćanstvo. 
O značaju Pirenejskog poluotoka u to doba svjedoči i činjenica da su u Toledu održana tri crkvena koncila Zapada između 396. i 589. g. Kasnije se u Toledu održavaju lokalni koncili, koji imaju bitan utjecaj na politiku kraljevstva.
Vizigoti su tijekom dva stoljeća bili arijanci. Kralj Rekard I. popeo se na prijestolje 586. g. Godinu dana kasnije odriče se arijanizma i priznaje katoličku vjeru. Crkva postiže znatan utjecaj. Potiče jedinstvo zemlje, pružajući kralju potporu protiv velikih zemljoposjednika, koji brane svoje privilegije. Svaka odluka koncila postaje državnim zakonom. Stroga vjerska politika uperena je protiv pogana, Židova i arijanaca.
Kraljevi vode politiku stapanja Vizigota sa starim iberskim i romanskim stanovništvom. Preuzimaju i učvršćuju stare rimske ustanove. Godine 654. donesen je zakonik Liber iudiciorum ili Forum iudicum, koji zamjenjuje razne vrste običajnog prava. Ohrabruju mješovite brakove. Rimljani se primaju u vojsku.
Kraljevi međutim ne uspjevazu suzbiti partikularističke tendencije. Oni nemaju dovoljnu ekonomsku osnovu za održavanje stajeće vojske i prihvaćaju feudalni način organizacije, koji jača položaj aristokracije i nedovoljno je učinkovit za prikupljanje vojske u slučaju masovnog napada. Tako oslabljena, država ne može pružiti jak otpor Arapima. 
Taj tip društvene organizacije, temeljen na međusobnoj obavezi vazala i seniora, od Vizigota je preuzela, uspješno primijenila i dalje razvila Franačka. 

## Prevlast Arapa (711. – 1085.g.)
Arapi i njihovi saveznici islamizirani sjevernoafrički Mauri (Moriski(,  početkom VIII st. prodiru preko Gibraltarskog tjesnaca. U lipnju 711. vojska Arapa i Berbera kod Jerez de la Frontera (u blizini današnjeg Cadiza) pobjeđuje vizigotsku vojsku. Po arapskom vojskovođi Tariku dobio je ime Gibraltar (Gabal-al-Tarik). U islamskoj vojsci bile su i židovske čete, a lokalni Židovi, koji su bili izloženi stalnim progonima, pružali su pomoć njegovoj vojsci. Toledo je Tarik zauzeo 712. bez borbe, nakon što su plemići i biskupi pobjegli, a Židovi mu otvorili vrata grada. Osnivaju emirat Al-Andaluz, čije je sjedište Córdoba. 
Dio Vizigota održao se na sjeverozapadu u Asturiji. U pokušaju prodora preko Pireneja Arape je zaustavio franački majordom Karlo Martel pobjedama u bitci kod Poitersa 732. i kod La Bere 737. g.
Sukob između Abasida i Omejida dovodi do raskola jedinstvene arapske države pod vlašću kalifa iz Bagdada. Istrijebljeni u ostalim arapskim zemljama 750.g, Omejidi zadržavaju vlast jedino na Pirenejskom poluotoku. 

### Córdobski kalifat (756. – 1035.)
Godine 756. emir emirata Al-Andaluz proglašava se kalifom pod imenom Abd ar-Rahman I. Tako nastaje Córdobski kalifat.
Tako islamski svijet dobiva dva kalifa, kao što kršćanski svijet, nešto kasnije, krunjenjem Karla Velikog dobiva dva cara. Politički raskoli dovode do potiskivanja vjerskog sukoba. Tako su već krajem VIII st. Córdobski kalifat i Bizant na istoj strani, dok savez sklapaju njihovi protivnici franački kralj Karlo Veliki i bagdadski kalif Harun al-Rašid.

### Prvo multikulturno društvo
U sljedeća dva i pol stoljeća, Córdobski kalifat doživljava razdoblje političke stabilnosti i znatnog gospodarskog i kulturnog napretka. 
Kao i u drugim osvojenim zemljama u to doba, arapski muslimani su snošljivi prema drugim "narodima knjige", tj. kršćanima i Židovima. Priznaje im se sloboda vjere, uz uvjet da plaćaju poseban porez; da bi to izbjegli, mnogi dobrovoljno prelaze na islam. 
U poljoprivredi, uvodi se uzgajanje pamuka, riže i šećerne trske, te razvijaju sustavi umjetnog natapanja.
Razvija se trgovina i obrt. Održavaju se trgovačke veze s kršćanskim zemljama; glavna prepreka jačim vezama nije vjera, nego siromaštvo sjevernih susjeda. Kršćanski posjetioci zadivljeni su arapskim bogatstvom (i često, naravno, snivaju pljačku).
Vrhunac razvoja Córdobski kalifat doživljava u X. st, za vladavine kalifa Abd-ar-Rahmana III. i al Hakama II. Córdoba je jedno od najjačih središta znanosti i umjetnosti na području kršćanstva i islama; svakako mnogo napredniji od kršćanskih gradova. U gradu postoje osvjetljene ulice, izgrađeni pločnici, lijepi vrtovi, izgrađeni su veliki mostovi i akvadukti koji dovoze svježu vodu.
Židovi su u kalifatu do XII. st. uživali široku slobodu, pa je došlo do procvata duhovnog stvaralaštva poznatog kao zlatni vijek židovske književnosti. 
U X. st, Hasdaj Ibn Šaprut, znalac hebrejskog, arapskog i latinskog, osniva u Córdobi hebrejsku akademiju. Razvija se poezija, lingvistika, prirodoslovlje, medicina, astronomija. Mnogi autori pišu podjednako arapski i hebrejski. U književnost unose filozofske i svjetovne sadržaje.

Svojom visokom kulturom, raskošnim životom, tolerancijom i popustljivošću u vjerskim pitanjima, vladari i vladajući sloj Córdobskog kalifata izazivaju nezadovoljstvo radikalnijih vjerskih i političkih vođa iz Sjeverne Afrike. U XII st. antiracionalistička reakcija suzbija tekovine prethodnih stoljeća.

### Raspad kalifata (1035. – 1085.)
Početkom XI st. Córdobski kalifat se raspada zbog unutrašnjih sukoba. Nemiri dovode do ekonomskog i kulturnog nazadovanja. U isto vrijeme jačaju male kršćanske države na sjeveru: Kastilija, León, Navarra, Aragon, Barcelona, Portugal.

## Kršćanska rekonkvista (1085. – 1492.)
Ponovno kršćansko osvajanje poluotoka (rekonkvista), započinje 1085. g. kada Alfons VI. Hrabri kralj Kastilije i Leóna, osvaja Toledo. Za povijest Europe, ovaj događaj ima veliki politički značaj, ali još više kulturni.

### Društvena struktura: slobodni seljaci
U IX. i X. st. u većem dijelu Europe učvrstio se feudalni sustav, u kojem klasa vitezova, profesionalnih vojnika-konjanika, vlada nad masama seljaka. U kršćanskim kraljevstvima Pirenejskog poluotoka seljaci ostaju slobodni i nose oružje. Izuzetak je Katalonija, osnovana kao franačka marka, s feudalnim sustavom gdje su velikaši odgovorni za obranu.
Na područjima osvojenim u rekonkvisti vladari naseljavaju kolone, seljake koji obrađuju zemlju i obavljaju vojnu službu kao pogranična milicija. Bogatiji među slobodnim seljacima ratuju i kao konjanici, paralelno s konjanicom kriadosa, kraljevih kućnih službenika. To, uz malu površinu, omogućava kralju da održava jaču vlast. Skupštine slobodnih seljaka djeluju kao upravno tijelo. 

### Kulturno prožimanje i reakcija
Osvojivši Toledo, kršćani su zaplijenili i bogatu toledsku knjižnicu. Protivno ranijim običajima (koji je bio čest i kod kršćana i kod muslimana, pa su tako i jedni i drugi pridonijeli uništenju Aleksandrijske knjižnice) nisu spalili nađene spise; sačuvali su ih, proučavali i prevodili na latinski. Veliki značaj imali su židovski učenjaci, koji su dobro vladali hebrejskim, latinskim i arapskim jezikom. Kršćanski vladari nastavili su raniju arapsku tradiciju tolerancije (koja u arapskom svijetu nazaduje), tako da su i kršćanski i islamski učenjaci dolazili u dodir i raspravljali o teologiji, filozofiji i drugim temama.
Osobito značajno bilo je prevođenje s arapskog na latinski spisa Aristotela i drugih grčkih autora, koji su na zapadu bili izgubljeni. Toma Akvinski i drugi skolastičari XIII-XIV. st. poznavali su Aristotela, zahvaljujući učenjacima s Pirenejskog poluotoka, Aristotela jedino u prijevodu na latinski; tek u XV. st. počinju se na zapadu proučavati i grčki izvornici.
Vrhunac i "jesen" intelektualnog stvaralaštva na arapskom djelu Pirenejskog poluotoka predstavlju dvojica velikih učenjaka: Arapin Ibn Rušd (Averroës) i Židov Majmonid. Obojica žive u Córdobi u XII. st. Obojica međutim dolaze pod udar vjerske reakcije i bivaju protjerani. 
U isto vrijeme, kršćanski vladari kao što su Alfons VI. Hrabri i Alfons X. Mudri, poticali su međusobnu toleranciju i preuzimanje arapskih znanja i dostignuća. Već ranije, jedan od pionira takvog prilaza bio je Gerbert od Aurillaca, papa Silvestar II. (998-1003).
Averröes je svojim tumačenjima Aristotela i origilnim filozofskim radovima bitno utjecao na razvoj aristotelizma i skolastike uopće u kršćanskoj Europi, dok je u islamskoj svijetu zaboravljen. I on i Majmonid su međutim već za svojih života bili žrtve vjerskih progona.
"A onda je i katolike i muslimane povukla međunarodna struja križarskih ratova i džihada (muslimanska antikrižarska vojna), koje su ponovo rasplamsale neprijateljske strasti. Povoljan trenutak je propušten!"
Obrzo nakon što su osvojili cijeli poluotok, "katolički kraljevi" (naslov koji im je dodijelio papa Aleksandar VI.) Izabela Kastilijska i Ferdinand II. Aragonski protjeruju sve Židove i Muslimane iz Španjolske, a inkvizicija nemilosrdno progoni one koji su, prividno ili stvarno, prihvatili kršćanstvo. »Kada su ih protjerali, nastala je takva praznina u vlastitim redovima da je nikad više nisu mogli popuniti.«) 
U XV. st. započinje renesansa u Italiji. Španjolska postaje velika sila, ali kulturno nazaduje. Baklju kulturnog napretka, koju je u XII. st. preuzela od Arapa, predaje Italiji.

### Širenje Aragona i Kastilije
Ubrzo nakon osvajanja Toleda, pod vlast Kastilije došli su i Madrid i Talavera. Godine 1236. Kastilija osvaja Córdobu.
Istovremeno se širi i Aragon, koji u XII st. osvaja Barcelonu i Zaragozu, a u XIII. st. Baleare i Siciliju. U XIV. st. osvajaju Sardiniju, a 1442. preuzimaju i krunu Napuljske kraljevine. 
Od sredine XIII st. Arapi vladaju još samo u Granadi na jugu poluotoka. Granada opstaje još dva i pol stoljeća zahvaljujući ekonomskom bogatstvu i međusobnim sukobima kršćanskih vladara. Tek nakon ujedinjena Kastilije i Aragona, Izabela Kastiljska i Ferdinand II. Aragonski pokreću rat protiv Granade, koji traje deset godina (1482-1492). Emirat je oslabljen građanskim ratom, kada je Abu Abdil (Boabdil) podigao pobunu protiv svog oca, emira Abu al-Hasana. Čak i na kraju, islamska Granada bila je ekonomski i kulturno znatno razvijenija od kršćanskih zemalja.
U godini pada Granade, 1492., objavljena je naredba o protjerivanju svih Židova iz Španjolske, a Kolumbo je otkrio Novi svijet.

## Stvaranje Španjolske
Aragon i Kastilija ujedinjeni su zahvaljujući braku Izabele Kastiljske i Ferdinanda II. Aragonskog, koji vladaju zajedno iako svako zadržava svoje titule.